# Estágio de Operações no Pantanal
O Estágio de Operações no Pantanal (EOPan) é um estágio que visa preparar oficiais, subtenentes e sargentos do Comando Militar do Oeste, para operarem no ambiente do pantanal. O Centro de Instrução de Operações no Pantanal (CIOpPan), é o responsável pela condução do estágio e atualmente realiza três estágios por ano, um para oficiais, um para subtenentes e sargentos e um para alunos da Escola de Sargentos das Armas (ESA).

## História
O primeiro Estágio de Operações no Pantanal foi realizado em 1998, pela até então Seção de Instrução de Operações no Pantanal (SIOP), na região do Destacamento Federal de Porto Índio e teve a duração de seis semanas, realizado por oficiais do Comando Militar do Oeste e no seu final foi brevetada a primeira turma de pantaneiros que incluiu os instrutores e estagiários.
O Estágio tem cinco semanas de duração, sendo uma administrativa e as outras quatro distribuídas da seguinte forma:
- Primeira fase (Sobrevivência no Pantanal): com duração de uma semana, onde o estagiário tem contato com diversas técnicas de sobrevivência e também são apresentadas as características peculiares da região, principalmente da fauna, flora e fisiografia, sendo finalizada com uma prática de sobrevivência em ambiente isolado no Pantanal.
- Segunda fase (Técnicas Especiais): Nesta fase, com duração também de uma semana, o estagiário aprende técnicas fundamentais para o combate em pequenas frações na região do Pantanal. As técnicas aquáticas e de orientação são os principais objetivos desta fase e têm caráter eliminatório para o prosseguimento no estágio. No final da semana é finalizada com o Exercício de Desenvolvimento da Liderança (EDL) que tem como objetivos testar a resistência física e psicológica dos estagiários e desenvolver atributos da área afetiva essenciais ao comandante de pequenas frações.
- Terceira fase (Operações no Pantanal): Nesta fase, com duração de duas semanas, o estagiário inicia aprendendo conceitos essenciais ao emprego da doutrina do Exército nas Operações no Pantanal e logo em seguida dá início aos exercícios no terreno que são divididos em Operações Regulares e Operações Contra Forças Irregulares.